# Immeuble Boegler
L'immeuble Boegler est un monument historique situé à Baldenheim, dans le département français du Bas-Rhin.

## Localisation
Ce bâtiment est situé au 4, rue Principale à Baldenheim.

## Historique
L'édifice fait l'objet d'un classement au titre des monuments historiques depuis 1929.